# Морські ссавці

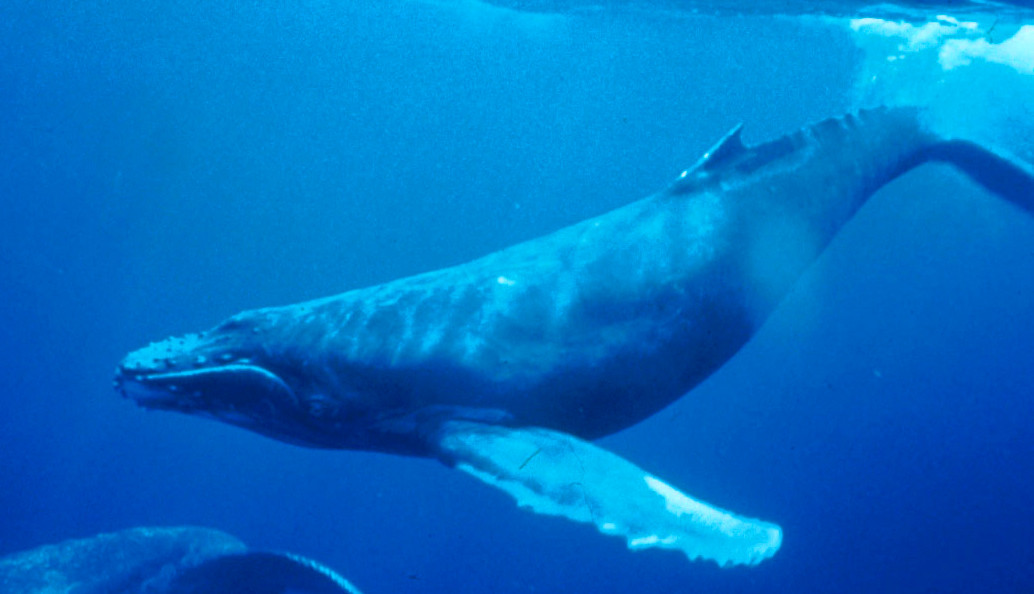
Горбатий кит (Megaptera novaeangliae), представник ряду китопарнокопитних.

Морські ссавці — група водних і напівводних ссавців, що постійно або тимчасово мешкають у морській воді, або залежать від неї для отримання їжі.

## Обсяг групи
Категорія морських ссавців охоплює декілька поліфілетичних груп тварин — китоподібних (кити, дельфіни і морські свині), сирен (ламантини і дюгоні), ластоногих (справжні тюлені, вухаті тюлені і моржі), два види видр (американська видра і калан), та білий ведмідь. Всього на Землі збереглися 119 видів морських ссавців.

## Класифікація існуючих видів
- Ряд Китопарнокопитні[3]
  - Підряд Whippomorpha
    - Родина Китові (Eubalaena і Balaena), два роди та чотири види
    - Родина Cetotheriidae (карликовий кит), один вид
    - Родина Balaenopteridae (смугачеві), два роди та вісім видів
    - Родина Eschrichtiidae (кит сірий), один вид
    - Родина Physeteridae (кашалот), один вид
    - Родина Kogiidae (Kogia breviceps та Kogia sima), один рід та два види
    - Родина Monodontidae (нарвал та білуха), два роди та два види
    - Родина Ziphiidae (дзьоборилові), шість родів та 21 вид
    - Родина Delphinidae (дельфінові), 17 родів та 38 видів
    - Родина Phocoenidae (фоценові), два роди та сім видів
- Ряд Sirenia (морські корови)[3]
  -     - Родина Trichechidae (ламантинові), два види
    - Родина Dugongidae (дюгоні), один вид
- Ряд Carnivora (м'ясоїдні)[3]
  - Підряд Caniformia
    - Родина Mustelidae, три види
    - Родина Ursidae (ведмеді), один вид

  - Підряд Pinnipedia (морські леви, моржі, тюлені)
    - Родина Otariidae (вухаті тюлені), сім родів та 15 видів
    - Родина Odobenidae (морж), один вид
    - Родина Phocidae (тюлені), 14 родів та 18 видів

## Особливості еволюції та способу життя

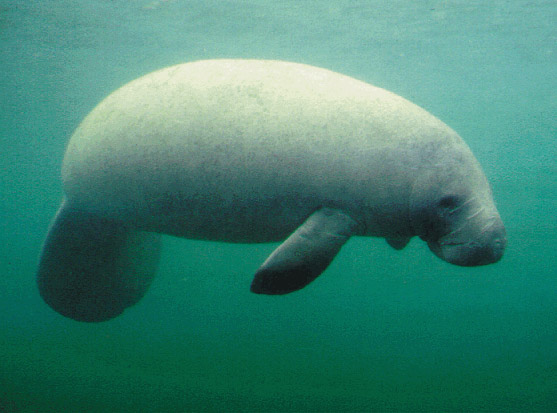
Американський ламантин (Trichechus manatus), представник ряду сирен.

Морські ссавці еволюціонували від сухопутних предків та поділяють кілька адаптивних рис, характерних для морського способу життя, такі як зазвичай великий розмір, гідродинамічна форма тіла, модифіковані кінцівки та методи терморегуляції. Різні види, проте, адаптовані до життя в морському середовищі до різного ступеня. Найбільш адаптованими є сирени та китоподібні, що проводять в морі все своє життя, тоді як решта видів проводять частину часу на суші.

## Загрози існуванню

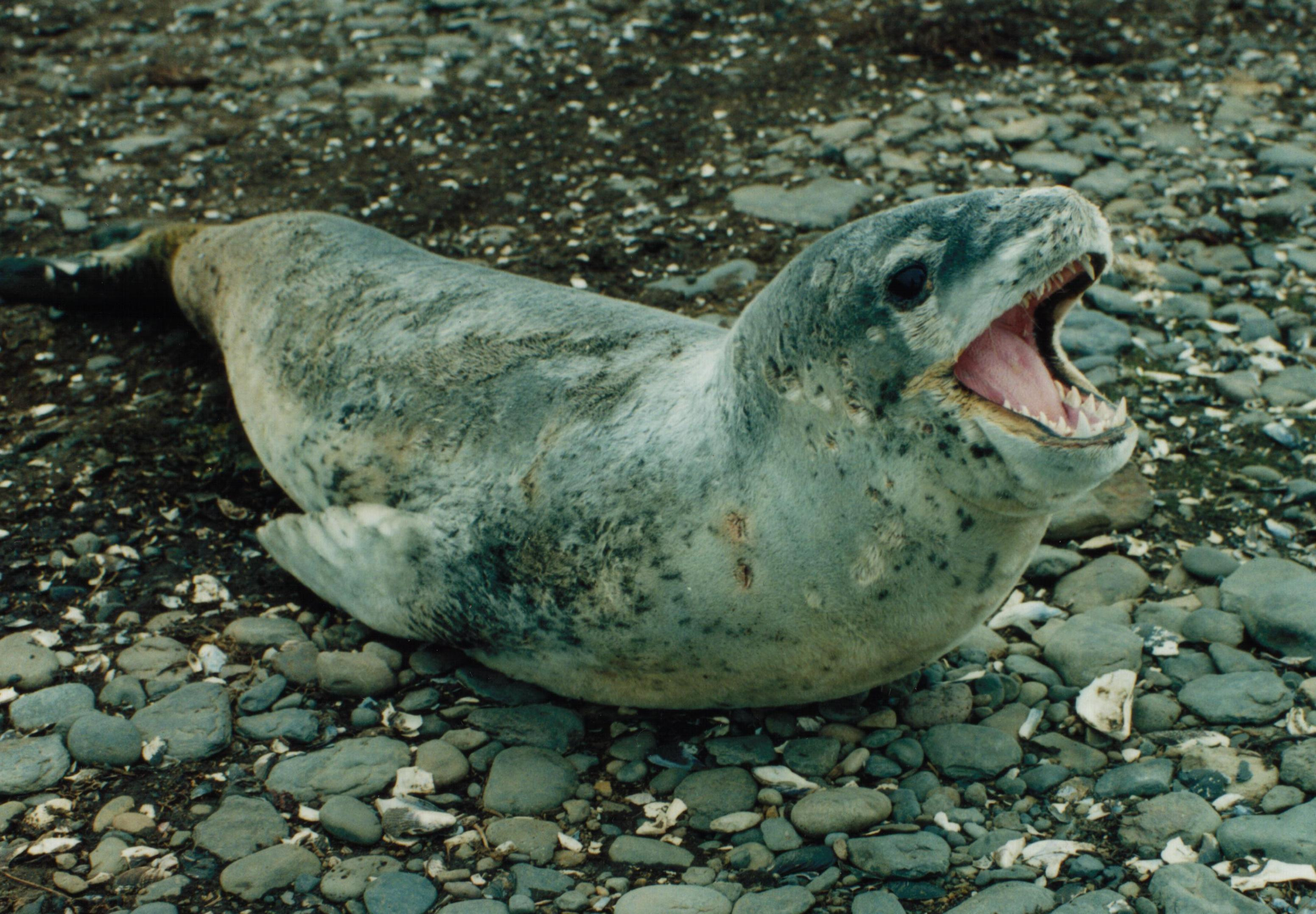
Леопардовий тюлень (Hydrurga leptonyx), представник ряду хижих.

Хоча морські ссавці дуже відомі, багато популяцій знаходяться під загрозою зникнення через історію комерційного полювання на них заради жиру, м'яса, кістки і хутра і шкіри. Більшість видів зараз перебуває під охороною.
19 лютого відзначається Всесвітній день захисту морських ссавців. Цей День був заснований у 1986 році, коли вступив в дію мораторій на китовий промисел, введений Міжнародною китобійною комісією (МКК).